# Trichostomum lignicola
Trichostomum lignicola är en bladmossart som beskrevs av Theodor Carl Karl Julius Herzog 1924. Trichostomum lignicola ingår i släktet lansettmossor, och familjen Pottiaceae. Inga underarter finns listade i Catalogue of Life.